# Fussa (Tokio)
Fussa (福生市 Fussa-shi?) es una ciudad ubicada en Tokio Occidental, la parte occidental de la Metrópolis de Tokio, Japón. 
Según datos del 2010, la ciudad tiene una población estimada de 59.839 habitantes y una densidad de 5.840 personas por km². El área total es de 10,24 km².
La ciudad fue fundada el 1 de julio de 1970. Es una de las ciudades que conforma la zona de Tokio Occidental y antiguamente formó parte del distrito de Nishitama.
En el sector este se ubica gran parte de la Base Aérea de Yokota, perteneciente a la Fuerza Aérea de Estados Unidos y principal centro de mando del ejército de los Estados Unidos en Japón; por lo que la actividad económica de Fussa depende exclusivamente de este establecimiento. En el extremo oeste de la ciudad se encuentra el río Tama, y también recorre de manera paralela el acueducto del río Tama.

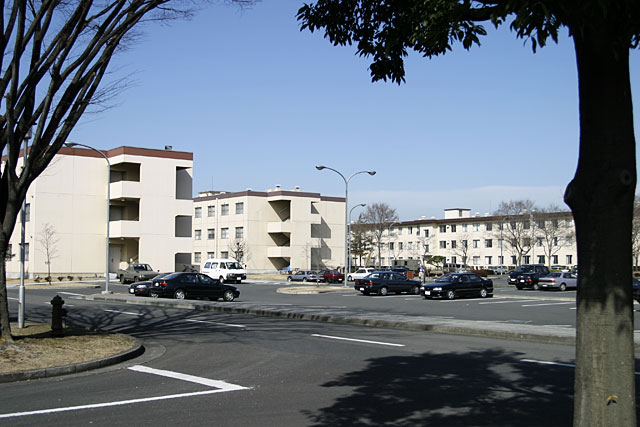
Base Aérea de Yokota (zona residencial)

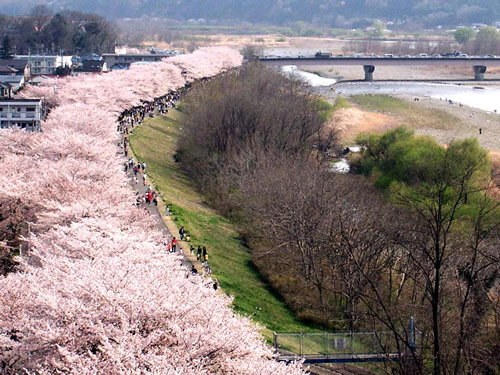
Hileras de sakura cerca del río Tama.